# Mieczysław Słoń
Mieczysław Słoń ps. Jurand, Kobuz (ur. 27 czerwca lub 22 lipca 1920, zm. 9 listopada 1943 w Warszawie) – polski harcmistrz, wychowawca, współtwórca konspiracyjnego harcerstwa na warszawskiej Pradze, inicjator wielu działań praskich hufców podczas okupacji, aresztowany i rozstrzelany przez Niemców.

## Życiorys
Syn maszynisty kolejowego Wincentego Słonia i Marii z Nowaków, brat Kazimierza, Heleny, Janiny i Ireny (zam. Kudokas). Rodzina mieszkała przy ul. Brzeskiej 17 A m. 80.
Był uczniem Szkoły Powszechnej nr 30 przy ul. Kawęczyńskiej 2, ukończył Techniczną Szkołę Kolejową przy ul. Chmielnej (matura przed wojną). W 1940 rozpoczął studia w zakresie kolejnictwa na tajnej Politechnice Warszawskiej (Średnia Szkoła Techniczna Budownictwa Kolejowego i Drogowego II stopnia).

### Harcerstwo
Harcerz 78 Warszawskiej Drużyny Harcerskiej im. Króla Władysława Jagiełły, przed II wojną światową był w niej zastępowym i od 1938 – przybocznym.
W sierpniu 1939 wraz ze starszymi harcerzami z drużyny podjął służbę w Pogotowiu Harcerzy, pełniąc dyżury w ramach Polskiego Białego Krzyża na dworcach kolejowych Warszawa Praga i Warszawa Wschodnia; działał też w służbie łączności i przeciwpożarowej. Zmobilizowany 6 września, wyszedł z miasta w składzie Warszawskiego Batalionu Harcerskiego wraz z grupą starszych harcerzy z 78 WDH – był członkiem kompanii praskiej tego batalionu aż do jego rozwiązania w Chełmie 21 września, uczestniczył w walkach, w których został lekko ranny.
Służbę w pierwszych dniach wojny i wymarsz z Warszawy opisał w dzienniku (Dziennik z września 1939 r. lub Wrześniowy pamiętnik przybocznego 78 WDH ćwika Mieczysława Słonia), obejmującym okres 31 sierpnia – 27 września 1939, opublikowanym w „Materiałach Historycznych Stowarzyszenia Szarych Szeregów”, wrzesień 1999, nr 47 (rękopis przechowywany w zbiorach hm. Jadwigi Gronostajskiej, obecnie znajduje się w zbiorach Muzeum Harcerstwa).

### Działalność konspiracyjna
Po powrocie do Warszawy odtworzył w konspiracji 78 WDH z najstarszych harcerzy, pod kryptonimem „78 Czambuł” – drużyna weszła w skład Hufca Centrum Pragi (CP – „Żółta Orda”) Okręgu Praga Szarych Szeregów. Wraz z drużyną Mieczysław Słoń ukrył sztandar, dokumenty, biblioteczkę i sprzęt harcerski oraz część biblioteki szkolnej.
Przyjął pseudonim Jurand – od Juranda ze Spychowa, jednego z bohaterów szczególnie tępionej przez Niemców powieści Henryka Sienkiewicza „Krzyżacy”.
Od 1939 pracował jako wychowawca i instruktor świetlicy w Stołecznym Komitecie Samopomocy Społecznej. Latem 1940 na terenie Parku Skaryszewskiego im. I.J. Paderewskiego organizował półkolonie, podczas których prowadzono pracę wychowawczą z najmłodszymi harcerzami. W 1941 i 1942 działalność taką, z wykorzystaniem metody harcerskiej, prowadził także jako wychowawca i zastępca kierownika kolonii Rady Głównej Opiekuńczej w Małkini.
Działalność prowadzonej przez Słonia 78 WDH, w tym zasady konspiracyjnej pracy, obchodzenie świąt, szkolenia, zalecenia bojkotu kin i wydawanej przez Niemców prasy, aresztowania harcerzy itp., dokumentują zachowane, pisane przez niego rozkazy z okresu 30 lipca 1940 – 8 marca 1942.
Jako drużynowy przeszedł w 1940–1941 wraz z całą drużyną przeszkolenie wojskowe – strzeleckie (kryptonim „Sklepy”), motorowe („Ursus”) i podoficerskie („Wiarus”).
Był komendantem obwodu (rejonu) Centralna Praga Organizacji Małego Sabotażu „Wawer”. Wiosną 1941 wraz ze wszystkimi zespołami hufca zaangażował się w prace wywiadu obserwującego przebieg koncentracji niemieckiej przed wojną ze Związkiem Radzieckim. W drugiej połowie 1941 cały hufiec CP włączono do pracy „wawerskiej”.
Do lutego 1942 zastępca hufcowego, a następnie do marca – hufcowy hufca Centralna Praga (drużynę przekazał wówczas jej poprzedniemu drużynowemu Aleksandrowi Solińskiemu).
W okresie od 3 listopada 1942 do 13 października 1943 był hufcowym nowo utworzonego hufca Bojowych Szkół Warszawa-Praga, skupiającego harcerzy w wieku 15–18 lat, i jednocześnie dowódcą plutonu nr 618, sformowanego z dwóch najstarszych i najlepiej wyszkolonych drużyn, stanowiącego poczet dowódcy VI Obwodu AK Praga. Równocześnie był zastępcą komendanta Okręgu „Wawra” Praga. Rozwinął stan liczebny hufca, w programie działania hufca były działalność „wawerska” oraz szkolenia wojskowe unitarne i specjalistyczne. Dbał o formacyjną pracę harcerską, odwiedzał odprawy drużyn i zbiórki sekcji. Podkomendnym Mieczysława Słonia pozostało w pamięci jego powiedzenie: PKO – Punktualność, Karność, Obowiązkowość.
Od 1941 związał się z organizacją „Żegota”, włączył praskie harcerki i harcerzy do przemytu lekarstw i żywności do warszawskiego getta. Uczestniczył w rozpoznaniu Obozu Pracy Przymusowej dla Żydów w Poniatowej.
Wziął udział w III turnusie kursu podharcmistrzowskiego Szkoła za lasem, nominację podharcmistrzowską otrzymał 15 sierpnia 1942. Podczas kursu opracował „problem programowy” Sprawa młodzieży rzemieślniczo-robotniczej, proponując rozszerzenie na te środowiska działalności harcerskiej, wskazując właściwe dla nich metody i programy (tekst ten opublikowano w piśmie instruktorskim Chorągwi Warszawskiej Szarych Szeregów „Wigry”). Wraz z poznanym na kursie Janem Wuttkem „Czarnym Jasiem” wkrótce zaangażował się w Akcję „M” – patriotycznego oddziaływania na młodzież niezrzeszoną. Był wielkim propagatorem tej akcji, wchodził w skład chorągwianego zespołu, prowadzonego przez Stanisława Broniewskiego i Jana Wuttkego. Jesienią 1943, na początku roku szkolnego opracował odezwę i wydał ulotkę, którą następnie kolportowano w szkołach.
W 1942 był słuchaczem II turnusu tajnej Szkoły Podchorążych Rezerwy Piechoty „Agricola”, w grudniu otrzymał stopień kaprala podchorążego.
W 1943 w kolejnej edycji Szkoły za lasem prowadził własną praską klasę (jej absolwenci otrzymali pseudonimy pochodne od pseudonimu instruktorskiego Słonia – Kobuz: Kobuz Sędziwy, Kobuz Ojciec, Kobuz Syn, Kobuz Piąty).
Był lubianym i cenionym instruktorem, niekwestionowanym autorytetem i duszą środowiska praskich harcerzy w konspiracji.
Mieczysław Słoń był inicjatorem niezrealizowanego pomysłu odbicia hufcowego Grup Szturmowych Praga Henryka Ostrowskiego, aresztowanego 17/18 marca 1943.
Aresztowany 13 października 1943 ok. godz. 11.00 wraz z Janem Wuttkem „Czarnym Jasiem” na rogu ul. Marszałkowskiej i Wilczej. Więziony na Pawiaku, przesłuchiwany przez gestapo w alei Szucha, został rozstrzelany 9 listopada 1943 w publicznej egzekucji przy ul. Wawelskiej na rogu Grójeckiej. Pośmiertnie mianowany harcmistrzem (27 grudnia 1943) i awansowany do stopnia plutonowego podchorążego (w lutym 1944).

## Upamiętnienia
Na cześć Mieczysława Słonia imię „Jurand”, po reorganizacji Ula „Wisła” (Chorągwi Warszawskiej) 15 marca 1944, przyjął praski pluton kompanii „nowych” Grup Szturmowych, przydzielonej jako 3. kompania do Batalionu Zośka. Trzon plutonu stanowili najstarsi harcerze przedwojennych drużyn praskich z 618 plutonu, stanowiącego poczet dowódcy VI Obwodu AK Praga – głównie z 17 WDH i 78 WDH, dwie sekcje z 51 WDH i jedna z 22 WDH, oraz grupa dziewcząt z konspiracyjnej żeńskiej 78 WDH. Pluton, którego większa część dołączyła w Powstaniu Warszawskim do Batalionu „Zośka”, poniósł straty ponad 50% stanu osobowego.
Imieniem „Juranda” nazwano też kurs praskich drużynowych Bojowych Szkół, zorganizowany wiosną 1944.
Postać hm. Mieczysława Słonia jest wymieniona na tablicy poświęconej poległym i pomordowanym harcerzom i harcerkom Grochowa i Pragi, umieszczonej w kościele Najczystszego Serca Maryi przy placu Szembeka.
Imię „Juranda” zostało wyryte na jednym z gwoździ pamiątkowych wbitych w drzewce sztandaru 22 Szczepu „Watra” im. Kazimierza Skorupki.
Zdjęcie krzyża harcerskiego Mieczysława Słonia jest reprodukowane na pierwszej stronie każdego tomu książki Grzegorza Nowika Straż nad Wisłą.